# Голуб-довгохвіст чорнокрилий
Голуб-довгохвіст чорнокрилий (Reinwardtoena browni) — вид голубоподібних птахів родини голубових (Columbidae). Ендемік Папуа Новій Гвінеї.

## Опис
Довжина самця становить 45 см, з яких від 17 до 21,6 см припадає на довгий, східчастий хвіст. Довжина самиці становить 38,5 см. Довжина крила у самців становить 24 см, у самиць 21,5 см, довжина дзьоба 19 мм, вага 279-325 г. Лоб і обличчя білуваті, тім'я і потилиця сіруваті, пера на потилиці на кінці бліді. Спина, верхні покривні пера хвоста, центральні стернові пера і крила блискучі, синювато-чорні, покривні пера крил світліші з металево-блискучими краями. край крайніх пари стернових пера чорнувато-сині з темними поперчними смугами, іноді з сірими кінчиками. Нижня частина тіла переважно біла, боки і гузка сірі. Райдужки червоні або жовті, дзьоб темно-сірий або коричневий, біля основи червонуватий. Лапи червоні.

## Поширення і екологія
Чорнокрилі голуби-довгохвости мешкають на островах архіпелагу Бісмарка. Вони живуть в сухих рівнинних тропічних лісах та у вологих гірських тропічних лісах. Зустрічаються на висоті до 1000 м над рівнем моря.

## Збереження
МСОП класифікує стан збереження цього виду як близький до загрозливого. За оцінками дослідників. популяція чорнокрилих голубів-довгохвостів становить від 15 до 30 тисяч птахів. Їм загрожує знищення природного середовища.